# 팻 핸러핸
패트릭 M. 핸러핸(Patrick M. Hanrahan, 1955년 ~ )은 컴퓨터 그래픽 분야의 연구자로, 미국 스탠포드 대학교의 컴퓨터 과학 및 전자공학(EECS)의 컴퓨터 그래픽스 연구실 교수이다. 그의 연구 분야는 렌더링 알고리즘, 그래픽 처리 장치, 과학적 일러스트레이션과 시각화 등이다. 2019년 튜링상을 비롯해 여러 상을 수상했다.